# Karacaören, Karesi
Karacaören, trước đây là Karabeyler, là một xã thuộc huyện Karesi, tỉnh Balıkesir, Thổ Nhĩ Kỳ. Dân số thời điểm năm 2010 là 186 người.